# 愛爾蘭君主 (1922年—1949年)
現今的愛爾蘭共和國是愛爾蘭自由邦的繼承國，愛爾蘭自由邦的存在時間為1922年12月至1937年12月。愛爾蘭自由邦成立之初，根據其憲法和《英愛條約》的條款，實行君主立憲制。英國君主為愛爾蘭自由邦的國家元首，由總督代表其在愛爾蘭自由邦行使憲法職責，總督根據愛爾蘭自由邦官員的建議履行英國君主的大部分職責。
1931年通過的1931年西敏法規授予大英國協各個自治領更大的主權，因此愛爾蘭自由邦在1936年針對英國國王愛德華八世退位而頒布的《1936年行政權力（對外關係）法令》取消了英國君主關於在愛爾蘭自由邦的所有內政事務上的角色，只留下他在愛爾蘭自由邦之對外關係中所剩餘的一些正式職責，作為愛爾蘭自由邦與其他國家的“合作象徵”。1937年12月生效的愛爾蘭憲法設立了愛爾蘭總統此職位，首位愛爾蘭總統於1938年6月上任，但英國君主保留了他在愛爾蘭外交事務中的作用，這使得愛爾蘭總統與英國君主誰是愛爾蘭的正式國家元首之問題仍懸而未決。《1948年愛爾蘭共和國法令》終止了英國君主在愛爾蘭外交事務上的法定地位，並將這些職責分配給了愛爾蘭總統，該法令於1949年4月生效，從此愛爾蘭無可爭議地成為一個共和國。

## 背景
《英愛條約》是為了結束1919年至1921年愛爾蘭獨立戰爭而達成的協議，這場戰爭是支持愛爾蘭共和國的愛爾蘭革命者與大不列顛及愛爾蘭聯合王國之間進行的。該條約規定愛爾蘭自由邦（不包括北愛爾蘭）作為大英國協的自治領，以英國君主為國家元首，與加拿大和澳大利亞相同。 該條約還規定新的愛爾蘭議會議員必須宣誓效忠英國國王喬治五世及其繼承人。
1919年宣布解散愛爾蘭共和國，甚至實行君主立憲制，以及繼續與英國保持聯繫，這對許多愛爾蘭民族主義者來說無法接受。 即使該條約的支持者也將其視為愛爾蘭人無法通過軍事手段實現完全獨立而不得已的妥協：愛爾蘭共和黨領導人邁克爾·柯林斯認為，該條約“並沒有給予最終的自由”。
該條約在愛爾蘭共和國議會進行了激烈辯論。愛爾蘭共和國總統艾蒙·戴·瓦勒拉反對建立愛爾蘭自治領。儘管如此，眾議院還是以微弱優勢批准了該條約，艾蒙·戴·瓦勒拉辭職以示抗議。支持《英愛條約》的勢力贏得了隨後的選舉，愛爾蘭自由邦的新憲法納入《英愛條約》規定的君主制要素。